# Hugo Burghauser
Hugo Franz Robert August Burghauser (Viena, 27 de febrer, 1896 - Nova York, 9 de desembre, 1982), va ser un fagotista austríac que va haver d'emigrar als EUA.

## Biografia
Burghauser era fill d'una mare italiana i d'un pare alemany dels Sudets. A Viena va estudiar a l'Acadèmia de Música. Després del servei militar, es va convertir en membre de la Orquestra Filharmònica de Viena el 1919 i de la seva junta el 1932. El 1937 va rebre una cátedra de fagot a l'Acadèmia de Música. Després de l'annexió d'Àustria, va perdre el seu càrrec per motius polítics i es va exiliar el 12 de setembre de 1938, primer al Canadà i després als EUA. Allà esdevingué membre de l'Orquestra Simfònica de la NBC de Nova York el 1941, dirigida per Arturo Toscanini, amb qui era amic. De 1943 a 1965 va ser membre de la Metropolitan Opera Orchestra.
Burghauser va estar casat amb l'actriu Lilly Dillenz de soltera Hollitzer de 1920 a 1925 i amb la mestressa de ballet de l'Òpera Estatal de Viena Margarita Wallmann des de 1934, però ja estava divorciat en el moment de la seva fugida d'Àustria.
Richard Strauss va dedicar el seu duet concertino per a clarinet i fagot a "Hugo Burghauser, el fidel" el 1947.